# Ammobatoides schachti
Ammobatoides schachti är en biart som beskrevs av Schwarz 1988. Ammobatoides schachti ingår i släktet Ammobatoides och familjen långtungebin. Inga underarter finns listade i Catalogue of Life.